# Romanje (sura)
Romanje (arabsko Al-Hajj) je 22. sura (poglavje) v Koranu, ki jo sestavlja 78 ajatov (verzov). Je medinska sura.
Med opravljanjem molitve (salata oz. namaza) pri tej suri verniki opravijo 10 ruku'jev (priklonov).